# Nghệ thuật

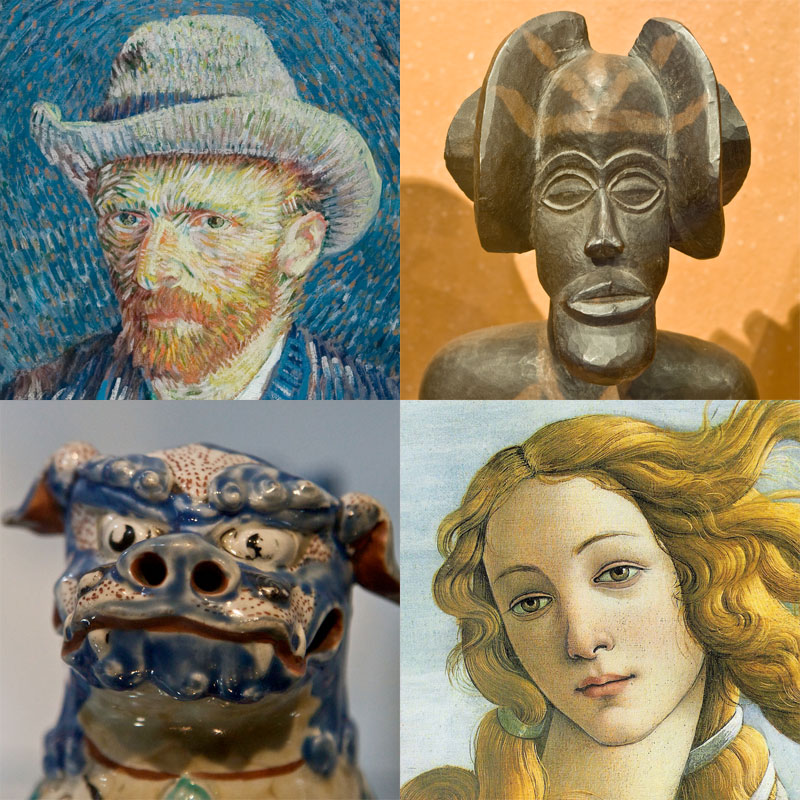
Từ góc phía trên bên trái theo chiều kim đồng hồ: một bức chân dung tự họa của Vincent van Gogh, một bức tượng của người Chokwe ở châu Phi, một phần bức tranh Birth of Venus của Sandro Botticelli, và bức tượng một con sư tử Nhật.

Nghệ thuật là một loạt những hoạt động khác nhau, mang tính đặc biệt của con người và những sản phẩm do những hoạt động đó tạo ra. Bài viết này chủ yếu tập trung vào các môn nghệ thuật thị giác, bao gồm việc tạo ra những hình ảnh hay vật thể trong những lĩnh vực như hội họa, điêu khắc, đồ họa in ấn, nhiếp ảnh, và những phương tiện truyền thông hình ảnh khác.
Kiến trúc thường được xem là một trong các nghệ thuật thị giác; tuy nhiên, giống như các loại hình nghệ thuật trang trí, nó liên quan đến sự sáng tạo ra các vật thể cho những công dụng cụ thể, một điều hoàn toàn khác với, chẳng hạn, hội họa. Âm nhạc, kịch, điện ảnh, múa, và những môn nghệ thuật trình diễn , và những phương tiện truyền thông tương tác, được bao gồm trong một định nghĩa rộng hơn về nghệ thuật, gọi chung là các môn nghệ thuật.
Cho đến thế kỷ 17, nghệ thuật được dùng để chỉ bất kỳ kỹ năng hay sự thông thạo nào, và không phân biệt khỏi các môn thủ công mỹ nghệ hay các ngành khoa học, như y học cũng được coi là một nghệ thuật. Trong thời hiện đại, ở các loại hình mỹ thuật, là nơi rất chú trọng đến khía cạnh thẩm mỹ, được phân biệt hẳn khỏi những kỹ năng có được nói chung, chẳng hạn như với các loại hình nghệ thuật trang trí hay nghệ thuật ứng dụng.
Những đặc trưng của nghệ thuật có thể được mô tả bởi sự bắt chước (phản ánh cuộc sống), sự thể hiện, trao truyền cảm xúc, và những phẩm chất khác. Trong suốt thời kỳ chủ nghĩa lãng mạn, nghệ thuật được xem là "một lĩnh vực đặc biệt của tâm thức con người, giống như tôn giáo và khoa học".
Mặc dù không có một định nghĩa thống nhất về nghệ thuật, và cách nhìn về nó cũng thay đổi theo thời gian, những mô tả chung về nghệ thuật đề cập đến ý tưởng về một kỹ năng kỹ thuật hay trí tưởng tượng bắt nguồn từ khả năng tác động của con người và sự sáng tạo.
Bản chất của nghệ thuật, và những khái niệm có liên quan như sáng tạo và sự diễn dịch, được khảo sát trong mỹ học - một nhánh của triết học.

## Nghệ thuật sáng tạo và mỹ thuật
Nếu lấy một nghĩa rộng về nghệ thuật, thì những tác phẩm nghệ thuật đã tồn tại từ thuở khai sinh loài người: từ nghệ thuật thời tiền sử cho đến nghệ thuật đương đại; tuy nhiên, một số lý thuyết giới hạn khái niệm nghệ thuật vào những xã hội hiện đại ở phương Tây. Nghĩa đầu tiên và rộng nhất về nghệ thuật là nghĩa gần nhất với nghĩa La-tinh cũ mà có thể dịch nôm na là "kỹ năng" hay "sự khéo léo". Những từ tiếng Anh bắt nguồn từ nghĩa này của từ art bao gồm artifact (tạo tác), artificial (nhân tạo), artifice (tài khéo léo), medical arts (kỹ thuật y khoa), và military arts (nghệ thuật quân sự). Tuy nhiên, trong cách dùng hàng ngày, từ art có nhiều nghĩa khác, và chỉ một số là liên quan đến nghĩa từ nguyên của nó.

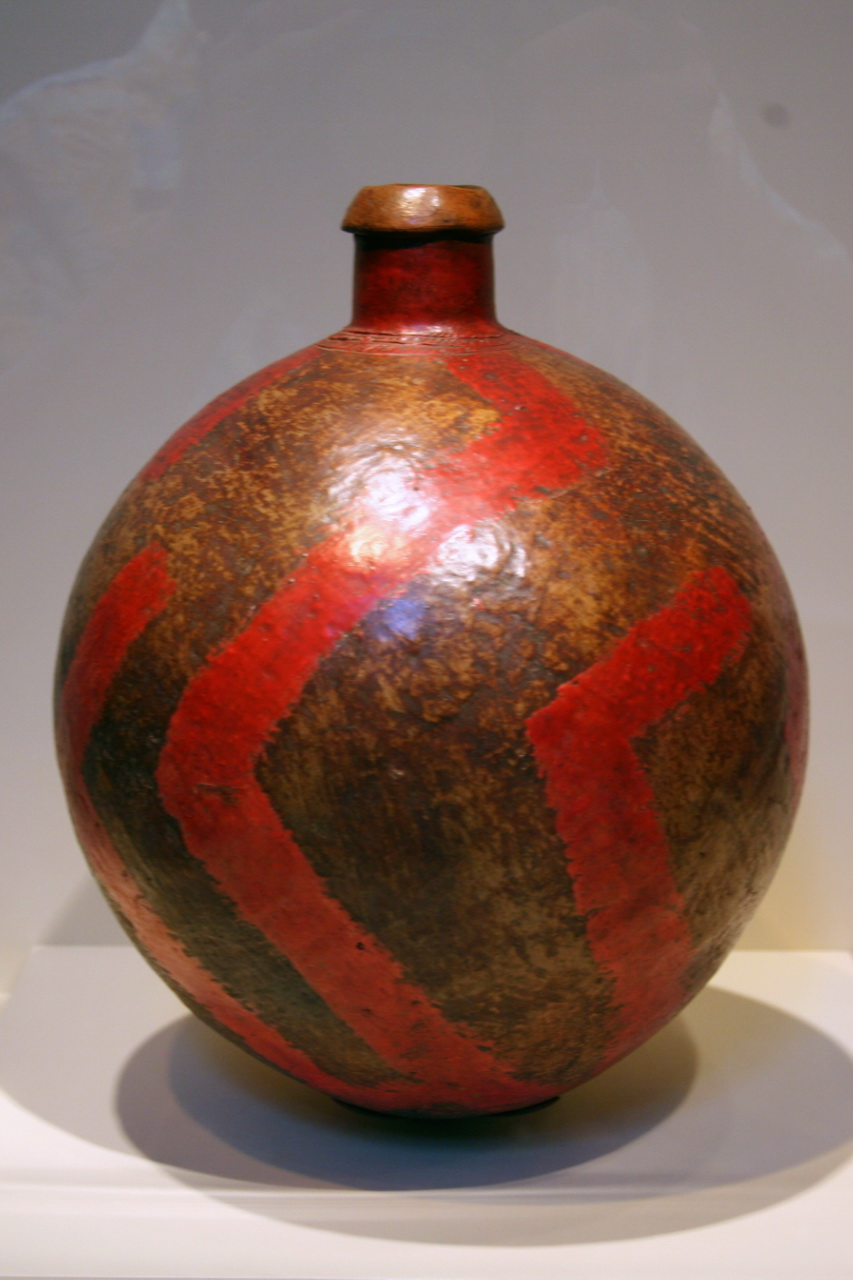
Một cái bình Rwanda thế kỷ 20. Ngoài giá trị trang trí ra, các tác phẩm nghệ thuật có thể có ứng dụng thực tế.

Nghĩa thứ hai và gần đây hơn của từ art (nghệ thuật) như một cách viết tắt của creative art (nghệ thuật sáng tạo) hay fine art (mỹ thuật) ra đời từ đầu thế kỷ 17. Fine art chỉ một kỹ năng được sử dụng để diễn tả sự sáng tạo của người nghệ sĩ, hay để khơi gợi cảm quan thẩm mỹ ở khán giả, hay để khiến khán giả để tâm đến những thứ hay đẹp hơn.
Với nghĩa thứ hai này, "nghệ thuật" có thể có những nghĩa sau: một nghiên cứu về một kỹ năng sáng tạo, một quá trình sử dụng kỹ năng sáng tạo đó, một sản phẩm của kỹ năng sáng tạo đó, hay trải nghiệm của người thưởng thức kỹ năng sáng tạo đó. Những môn nghệ thuật sáng tạo (với tư cách là một lĩnh vực) là tập hợp những môn tạo ra những tác phẩm nghệ thuật (với tư cách là những vật thể) được tạo ra do động cơ cá nhân (với tư cách là sự sáng tạo) và mang một thông điệp, tâm trạng, hay biểu tượng để người thưởng ngoạn diễn giải (với tư cách là một sự trải nghiệm). Nghệ thuật là một cái gì đó kích thích tư duy, cảm xúc, niềm tin, hay ý tưởng của một người thông qua giác quan. Những công trình nghệ thuật có thể được tạo ra cho mục đích này hay được diễn dịch dựa trên những hình ảnh hay vật thể.
Bản chất của nghệ thuật được triết gia Richard Wollheim mô tả như là "một trong những vấn đề xưa nay khó nắm bắt nhất của văn hóa con người". Nghệ thuật được định nghĩa như là phương tiện để diễn đạt hay trao truyền cảm xúc và ý tưởng, một phương tiện để khám phá và thưởng thức những yếu tố hình thức, hay như sự bắt chước (mimesis) hoặc thể hiện. Nghệ thuật như là sự bắt chước có nguồn gốc sâu xa trong triết học Aristotle. Goethe định nghĩa nghệ thuật nghệ thuật như là một "cái khác", theo nghĩa là một "tự nhiên thứ hai". Leo Tolstoy xem nghệ thuật là một cách sử dụng những ý nghĩa phi trực tiếp để truyền đạt từ người này sang người khác. Benedetto Croce và R.G. Collingwood cho rằng nghệ thuật diễn tả cảm xúc, và các tác phẩm nghệ thuật do đó chủ yếu tồn tại trong trí tưởng của người sáng tạo. Lý thuyết nghệ thuật dưới dạng là một hình thức luận có nguồn gốc trong triết học của Immanuel Kant, và được Roger Fry và Clive Bell phát triển trong đầu thế kỷ 20. Gần đây hơn, các nhà tư tưởng chịu ảnh hưởng của Martin Heidegger đã diễn giải nghệ thuật như là phương tiện mà một cộng đồng phát triển cho chính mình để tạo môi trường cho sự tự thể hiện và sự diễn dịch.

## Lịch sử

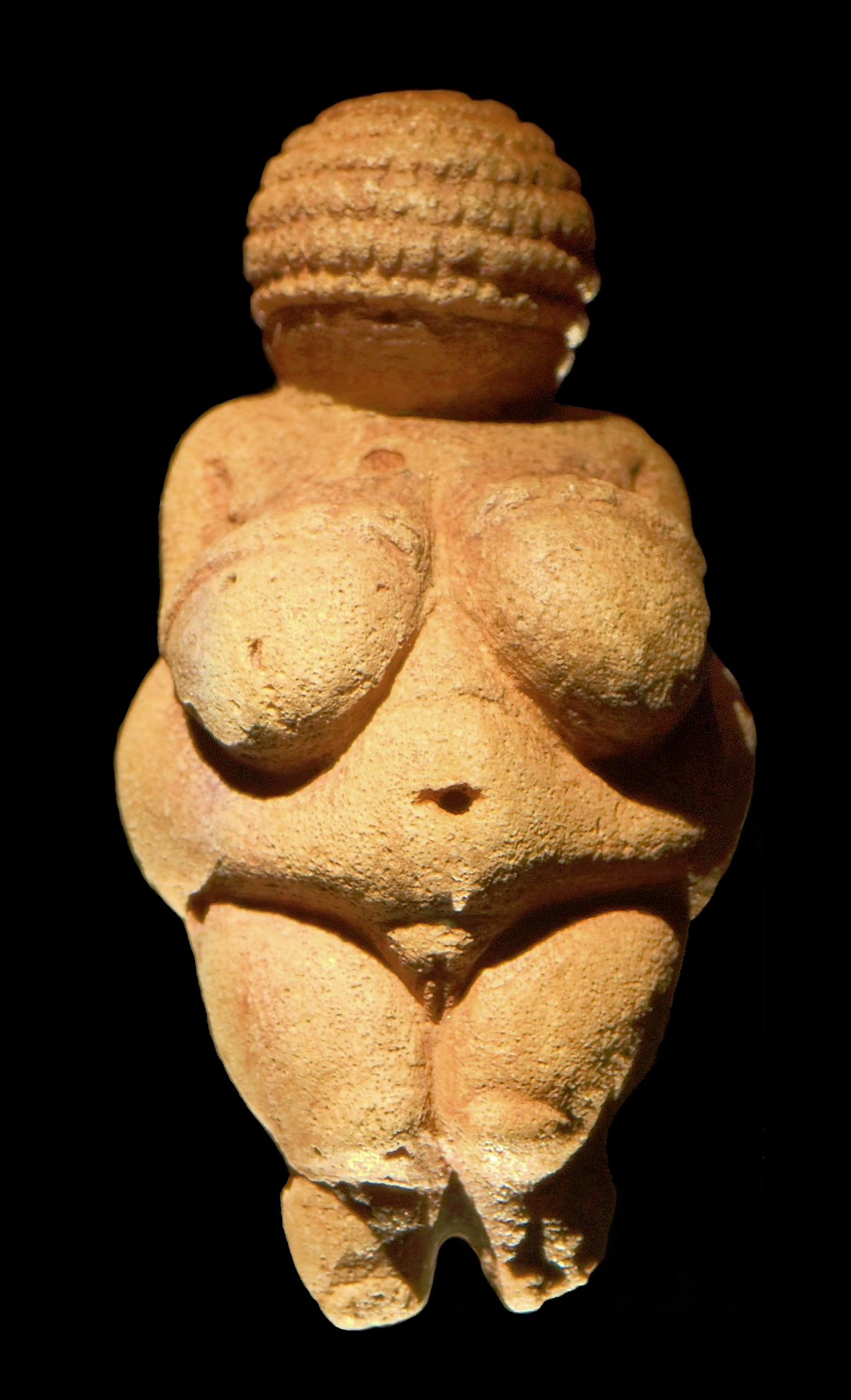
Vệ nữ Willendorf, chừng 22.000–24.000 năm trước.

Những bức tượng, hình vẽ trên hang động, hình vẽ trên đá, và ký hiệu khắc trên đá của Hậu kỳ Thời đại đá cũ có niên đại khoảng 40.000 năm trước đã được tìm thấy, nhưng ý nghĩa chính xác của chúng vẫn thường không được xác định thống nhất vì có quá ít thông tin về những nền văn hóa đã tạo ra chúng. Những hiện vật nghệ thuật lâu đời nhất thế giới - một loạt các vỏ ốc sên nhỏ, được đục lỗ có chừng 75.000 năm tuổi - được tìn thấy ở một hang động ở Nam Phi. Những vật có thể đã được dùng để đựng mực có niên đại chừng 100.000 năm cũng đã được tìm thấy.

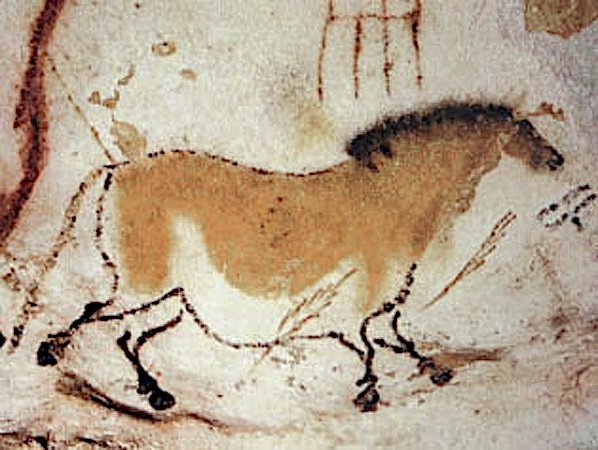
Hình một con ngựa vẽ trên vách hang động Lascaux, cách đây chừng 16.000 năm.

Nhiều truyền thống nghệ thuật lớn bắt nguồn từ nghệ thuật của một trong những nền văn minh lớn của thế giới: Ai Cập cổ đại, Lưỡng Hà, Ba Tư, Ấn Độ, Trung Quốc, Hy Lạp cổ đại, La Mã, cũng như Inca, Maya, và Olmec. Mỗi nền văn minh cổ xưa này đã phát triển các phong cách nghệ thuật đặc thù khác nhau. Những nền văn minh này xuất hiện trên một phạm vi rộng và có thời gian tồn tại dài nên nhiều trong số các tác phẩm nghệ thuật của họ vẫn tồn tại, và ảnh hưởng của họ đã lan truyền đến những nền văn hóa khác và đến những thời đại sau.
Trong nghệ thuật Byzantine và nghệ thuật Trung cổ ở phương Tây thời Trung cổ, hầu hết các tác phẩm nghệ thuật tập trung vào đề tài tôn giáo, sử dụng những phong cách để cho thấy vẻ huy hoàng của một thế giới thiên đường, chẳng hạn sử dụng vàng trong nền của các bức tranh, hay thủy tinh trong các bức khảm hay cửa sổ; những phong cách này cũng thể hiện những hình dáng ở dạng phẳng, theo mô thức, và lý tưởng hóa. Truyền thống hiện thực cổ điển cũng có ở một số nhỏ các tác phẩm nghệ thuật Byzantine, và chủ nghĩa hiện thực đã phát triển dần lên trong nghệ thuật châu Âu Công giáo.
Nghệ thuật thời kỳ Phục Hưng nhấn mạnh nhiều vào việc mô tả theo lối hiện thực thế giới vật chất, và vị thế của con người trong thế giới đó, phản ánh trong tính chất cụ thể của cơ thể con người, và việc phát triển một phương pháp có hệ thống để thể hiện những sự lồi lõm của vật thể trong ba chiều không gian.
Ở phương Đông, sự từ bỏ việc sử dụng hình tượng của nghệ thuật Hồi giáo đã dẫn đến sự nhấn mạnh vào các mô thức hình học, thư pháp, và kiến trúc. Xa hơn về phía Đông, tôn giáo cũng đóng một vai trò chủ đạo trong các hình thức và phong cách nghệ thuật. Ở Ấn Độ và Tây Tạng, người ta thấy có sự nhấn mạnh đến những bức tượng được sơn phết và những điệu múa, trong khi hội họa tôn giáo vay mượn nhiều ước lệ từ điêu khắc và có xu hướng sử dụng những màu sắc tương phản để nhấn mạnh đến các đường nét. Phong cách nghệ thuật Trung Quốc thay đổi đáng kể từ thời đại này sang thời đại khác, và mỗi phong cách thường được đặt tên theo triều đại trị vì. Chẳng hạn, những bức tranh thời nhà Đường đơn sắc và có tính chất điểm xuyết, nhấn mạnh những cảnh vật lý tưởng hóa, còn những bức tranh thời nhà Minh thì dày đặc chi tiết và nhiều màu sắc, và tập trung kể những câu chuyện thông qua khung cảnh và bố cục. Nhật Bản cũng đặt tên các phong cách nghệ thuật theo tên của triều đại trị vì, và cũng có thấy có sự tương tác qua lại giữa những phong cách thư pháp và hội họa. Sau thế kỷ 17 thì tranh khắc gỗ trở thành một loại hình nghệ thuật quan trọng ở Nhật.
Thời kỳ Khai sáng ở phương Tây thế kỷ 18 cho thấy những thể hiện mang tính nghệ thuật về những niềm tin duy lý về vũ trụ, cũng như những mơ tưởng về một thế giới hậu quân chủ, như trong cách mô tả của William Blake về Newton, hay trong những bức tranh tuyên truyền của Jacques-Louis David. Những cách thể hiện này bị chủ nghĩa lãng mạn từ bỏ sau đó; trào lưu nghệ thuật mới này chú ý đến những hình ảnh về khía cạnh cảm xúc và tính cá thể của con người, như có thể thấy trong những tiểu thuyết của Goethe. Cuối thế kỷ 19, người ta chứng kiến sự ra đời của một loạt những trào lưu nghệ thuật như nghệ thuật kinh viện, trường phái tượng trưng, trường phái ấn tượng, và trường phái dã thú, cũng những trường phái khác.
Lịch sử nghệ thuật thế kỷ 20 là câu chuyện về những khả thể vô hạn và về cuộc tìm kiếm những tiêu chuẩn mới, tiêu chuẩn này mới ra đời thì bị tiêu chuẩn khác hơn vượt qua. Vì thế mà những quan niệm của trường phái ấn tượng, trường phái biểu hiện, trường phái dã thú, trường phái lập thể, trường phái dada, trường phái siêu thực, v.v..., thường không tồn tại lâu sau khi ra đời. Những tương tác trên phạm vi toàn cầu ngày càng gia tăng trong thời kỳ này khiến những nền văn hóa khác ảnh hưởng lên nghệ thuật châu Âu. Những tác phẩm tranh khắc gỗ Nhật Bản (vốn chịu ảnh hưởng bởi kỹ thuật châu Âu thời Phục hưng) đã có ảnh hưởng đáng kể lên trường phái biểu hiện và những phát triển sau đó. Về sau, điêu khắc châu Phi ảnh hưởng lên sáng tác của Picasso và, ở một mức độ nào đó, những sáng tác của Henri Matisse. Tương tự, phương Tây có ảnh hưởng rất lớn lên nghệ thuật phương Đông thế kỷ 19 và 20; những tư tưởng có nguồn gốc phương Tây như chủ nghĩa cộng sản và chủ nghĩa hậu hiện đại tác động rất mạnh lên phong cách nghệ thuật.
Trong nửa cuối thế kỷ 20, chủ nghĩa hiện đại, cuộc tìm kiếm chân lý có tính chất lý tưởng, nhường chỗ cho nhận thức về tính bất khả của nó. Chủ nghĩa tương đối (relativism) đã được chấp nhận như một chân lý không thể chối bỏ được; điều này dẫn đến thời kỳ nghệ thuật đương đại (contemporary art) và phê bình hậu hiện đại (postmodern criticism), ở đó văn hóa thế giới và lịch sử được xem là những dạng thức không ngừng biến đổi. Hơn nữa, những khác biệt giữa các nền văn hóa ngày càng bị xóa mờ; một số người cho rằng ngày nay có lẽ thích hợp hơn khi nói về một nền văn hóa toàn cầu, thay vì là những nền văn hóa khu vực.

## 7 loại hình nghệ thuật
Bài chi tiết: 7 loại hình nghệ thuật cơ bản
7 loại hình nghệ thuật cơ bản là yếu tố để chỉ ra các môn nghệ thuật được hình thành và lưu truyền từ rất xa xưa, tạo nên những nền văn hóa, mang giá trị cao trong cuộc sống. Đặc trưng với 7 môn nghệ thuật cơ bản phổ biến nhất. Nguồn gốc sâu xa của sự phát sinh và phát triển của các loại hình nghệ thuật trong lịch sử là tính đa dạng của các quá trình, các hiện tượng trong thực tại, và sự khác biệt của những phương thức cũng như nhiệm vụ phản ánh thẩm mỹ và cải tạo hiện thực do nhu cầu nhiều mặt của con người.
7 loại hình nghệ thuật bao gồm:
- Kiến trúc và trang trí
- Điêu khắc
- Hội họa
- Âm nhạc
- Văn chương
- Sân khấu
- Điện ảnh

Thời trang cũng có thể coi là nghệ thuật hiện đại

## Nghiên cứu thêm
- Shiner, Larry. The Invention of Art: A Cultural History. Chicago: University of Chicago Press, 2003. ISBN 978-0-226-75342-3
- Augros, Robert M., Stanciu, George N. The New Story of Science: mind and the universe, Lake Bluff, Ill.: Regnery Gateway, 1984. ISBN 0-89526-833-7 (this book has significant material on art and science)
- Richard Wollheim, Art and its Objects: An introduction to aesthetics. New York: Harper & Row, 1968. OCLC 1077405
- Carl Jung, Man and His Symbols. London: Pan Books, 1978. ISBN 0330253212
- Benedetto Croce. Aesthetic as Science of Expression and General Linguistic, 2002
- Władysław Tatarkiewicz, A History of Six Ideas: an Essay in Aesthetics, translated from the Polish by Christopher Kasparek, The Hague, Martinus Nijhoff, 1980
- Leo Tolstoy, "What Is Art?", 1897
- Kleiner, Gardner, Mamiya and Tansey. Art Through the Ages, Twelfth Edition (2 volumes) Wadsworth, 2004. ISBN 0-534-64095-8 (vol 1) and ISBN 0-534-64091-5 (vol 2)
- Kristine Stiles và Peter Selz, eds. Theories and Documents of Contemporary Art. Berkeley: University of California Press, 1986
- Florian Dombois, Ute Meta Bauer, Claudia Mareis and Michael Schwab, eds. Intellectual Birdhouse. Artistic Practice as Research. London: Koening Books, 2012. ISBN 9783863351182
- Dana Arnold and Margaret Iverson, eds. Art and Thought. London: Blackwell, 2003. ISBN 0631227156
- Antony Briant and Griselda Pollock, eds. Digital and Other Virtualities: Renegotiating the image. London and NY: I.B.Tauris, 2010. ISBN 9781441676313
- Carol Armstrong and Catherine de Zegher, eds. Women Artists at the Millennium. Massachusetts: October Books/The MIT Press, 2006. ISBN 026201226X